# 阿沃拉
阿沃拉（義大利語：Avola），是意大利锡拉库萨省的一个市镇。总面积74.26平方公里，人口31799人，人口密度428.2人/平方公里（2009年）。ISTAT代码为089002。

## 友好城市
- 法國 蒙托邦